# Massala abdara
Massala abdara är en fjärilsart som beskrevs av Herrich-Schäffer 1869. Massala abdara ingår i släktet Massala och familjen nattflyn. Inga underarter finns listade i Catalogue of Life.